# Квантико (Мериленд)
Квантико (енгл. Quantico) насељено је место без административног статуса у америчкој савезној држави Мериленд.

## Демографија
По попису из 2010. године број становника је 133.
| Група             | 2000.    | 2010.       |
| Белци             | 0 (0,0%) | 121 (91,0%) |
| Афроамериканци    | 0 (0,0%) | 4 (3,0%)    |
| Азијати           | 0 (0,0%) | 0 (0,0%)    |
| Хиспаноамериканци | 0 (0,0%) | 7 (5,3%)    |
| Укупно            | 0        | 133         |